# Dorothy McIlwraith
Dorothy Stevens McIlwraith (Hamilton, 14 de octubre de 1891 – Orangeville, 23 de agosto de 1976), fue una editora canadiense que se desempeñó por a lo menos dos décadas en revistas pulp. Fue sobrina del escritor, editor y consejero editorial Jean McIlwraith.
Graduada de la Universidad McGill en 1914, se convirtió en editora de Doubleday, Page and Company, donde trabajó como asistente de Harry E. Maule, editor de la revista Short Stories, reemplazándolo luego a partir de 1936. Además, fue editora de Weird Tales entre 1940 y 1954, revista pulp estadounidense adscrita al género del horror y fantasía.
En el año 2006, fue nominada al premio Hugo al mejor editor profesional por su trabajo en Weird Tales en 1941 («Retro Hugos»).